# Christine Crokos
Christine Crokos est une réalisatrice, productrice et scénariste gréco-américaine.

## Biographie
De 2002 à 2006, Christine Crokos a été en couple avec la Spice Girl Mel B. Elles ont vécu ensemble à Los Angeles en Californie
,.

## Filmographie

### Comme réalisatrice
- 2001 : Heroine Helen (court métrage)
- 2002 : Runaway Gossip (court métrage)
- 2006 : Love Thy Neighbor (court métrage)
- 2008 : Bang-Bang Wedding!
- 2011 : Anna Vissi: Oso eho foni (série télévisée)
- 2018 : Pimp

### Comme productrice
- 2001 : Heroine Helen (court métrage)
- 2004 : When Katie Met Meg (court métrage)
- 2004 : The Seat Filler
- 2006 : Love Thy Neighbor (court métrage)
- 2018 : Pimp

### Comme scénariste
- 2001 : Heroine Helen (court métrage)
- 2006 : Love Thy Neighbor (court métrage)
- 2018 : Pimp